# Golden Globe Awards 1978
Die 35. Verleihung der Golden Globe Awards fand am 28. Januar 1978 statt.

## Preisträger und Nominierungen

### Bester Film – Drama
Am Wendepunkt (The Turning Point) – Regie: Herbert Ross
- Ich hab’ dir nie einen Rosengarten versprochen (I Never Promised You a Rose Garden) – Regie: Anthony Page
- Julia – Regie: Fred Zinnemann
- Krieg der Sterne (Star Wars) – Regie: George Lucas
- Unheimliche Begegnung der dritten Art (Close Encounters of the Third Kind) – Regie: Steven Spielberg

### Bester Film – Musical/Komödie
Der Untermieter (The Goodbye Girl) – Regie: Herbert Ross
- Der Stadtneurotiker (Annie Hall) – Regie: Woody Allen
- Mel Brooks’ Höhenkoller (High Anciety) – Regie: Mel Brooks
- New York, New York – Regie: Martin Scorsese
- Saturday Night Fever – Regie: John Badham

### Beste Regie
Herbert Ross – Am Wendepunkt (The Turning Point)
- Woody Allen – Der Stadtneurotiker (Annie Hall)
- George Lucas – Krieg der Sterne (Star Wars)
- Steven Spielberg – Unheimliche Begegnung der dritten Art (Close Encounters of the Third Kind)
- Fred Zinnemann – Julia

### Bester Hauptdarsteller – Drama
Richard Burton – Equus – Blinde Pferde (Equus)
- Marcello Mastroianni – Ein besonderer Tag (Una giornata particolare)
- Al Pacino – Bobby Deerfield
- Gregory Peck – MacArthur – Held des Pazifik (MacArthur)
- Henry Winkler – Helden von heute (Heroes)

### Beste Hauptdarstellerin – Drama
Jane Fonda – Julia
- Anne Bancroft – Am Wendepunkt (The Turning Point)
- Diane Keaton – Auf der Suche nach Mr. Goodbar (Looking for Mr. Goodbar)
- Kathleen Quinlan – Ich hab’ dir nie einen Rosengarten versprochen (I Never Promised You a Rose Garden)
- Gena Rowlands – Opening Night

### Bester Hauptdarsteller – Musical/Komödie
Richard Dreyfuss – Der Untermieter (The Goodbye Girl)
- Woody Allen – Der Stadtneurotiker (Annie Hall)
- Mel Brooks – Mel Brooks’ Höhenkoller (High Anciety)
- Robert De Niro – New York, New York
- John Travolta – Saturday Night Fever

### Beste Hauptdarstellerin – Musical/Komödie
Diane Keaton – Der Stadtneurotiker (Annie Hall)

Marsha Mason – Der Untermieter (The Goodbye Girl)
- Sally Field – Ein ausgekochtes Schlitzohr (Smokey and the Bandit)
- Liza Minnelli – New York, New York
- Lily Tomlin – Die Katze kennt den Mörder (The Late Show)

### Bester Nebendarsteller
Peter Firth – Equus – Blinde Pferde (Equus)
- Mikhail Baryshnikov – Am Wendepunkt (The Turning Point)
- Alec Guinness – Krieg der Sterne (Star Wars)
- Jason Robards – Julia
- Maximilian Schell – Julia

### Beste Nebendarstellerin
Vanessa Redgrave – Julia
- Joan Blondell – Opening Night
- Leslie Browne – Am Wendepunkt (The Turning Point)
- Quinn Cummings – Der Untermieter (The Goodbye Girl)
- Ann-Margret Olsson – Die Abenteuer des Joseph Andrews (Joseph Andrews)
- Lilia Skala – Der Tanzpalast (Roseland)

### Bestes Drehbuch
Neil Simon – Der Untermieter (The Goodbye Girl)
- Woody Allen, Marshall Brickman – Der Stadtneurotiker (Annie Hall)
- Arthur Laurents – Am Wendepunkt (The Turning Point)
- Alvin Sargent – Julia
- Steven Spielberg – Unheimliche Begegnung der dritten Art (Close Encounters of the Third Kind)

### Beste Filmmusik
John Williams – Krieg der Sterne (Star Wars)
- Barry Gibb, Maurice Gibb, Robin Gibb, David Shire – Saturday Night Fever
- Marvin Hamlisch, Carole Bayer Sager – James Bond 007 – Der Spion, der mich liebte (The Spy, Who Loved Me)
- Joel Hirschhorn, Al Kasha – Elliot, das Schmunzelmonster (Pete’s Dragon)
- John Williams – Unheimliche Begegnung der dritten Art (Close Encounters of the Third Kind)

### Bester Filmsong
„You Light Up My Life“ aus Stern meines Lebens (You Light Up My Life) – Joseph Brooks
- „Down Deep Inside“ aus Die Tiefe (The Deep) – John Barry, Donna Summer
- „How Deep Is Your Love“ aus Saturday Night Fever – Barry Gibb, Maurice Gibb, Robin Gibb
- „New York, New York“ aus New York, New York – Fred Ebb, John Kander
- „Nobody Does It Better“ aus James Bond 007 – Der Spion, der mich liebte (The Spy, Who Loved Me) – Marvin Hamlisch, Carole Bayer Sager

### Bester fremdsprachiger Film
Ein besonderer Tag (Una giornata particolare), Italien – Regie: Ettore Scola
- Dieses obskure Objekt der Begierde (Cet obscur objet du désir), Frankreich, Spanien – Regie: Luis Buñuel
- Ein Elefant irrt sich gewaltig (Un éléphant ça trompe énormément), Frankreich – Regie: Yves Robert
- Madame Rosa (La vie devant soi), Frankreich – Regie: Moshé Mizrahi
- Züchte Raben… (Cría Cuervos), Spanien – Regie: Carlos Saura

## Nominierungen und Gewinner im Bereich Fernsehen

### Beste Fernsehserie – Drama
Roots
- Columbo
- Das Haus am Eaton Place (Upstairs, Downstairs)
- Drei Engel für Charlie (Charlie’s Angels)
- Eine amerikanische Familie (Family)
- Starsky & Hutch

### Bester Darsteller in einer Fernsehserie – Drama
Ed Asner – Lou Grant
- Robert Conrad – Pazifikgeschwader 214 (Baa Baa Black Sheep)
- Peter Falk – Columbo
- James Garner – Detektiv Rockford – Anruf genügt (The Rockford Files)
- Telly Savalas – Kojak – Einsatz in Manhattan (Kojak)

### Beste Darstellerin in einer Fernsehserie – Drama
Lesley Ann Warren – Harold Robbins’ 79 Park Avenue
- Angie Dickinson – Make-up und Pistolen (Police Woman)
- Kate Jackson – Drei Engel für Charlie (Charlie’s Angels)
- Leslie Uggams – Roots
- Lindsay Wagner – Die Sieben-Millionen-Dollar-Frau (The Bionic Woman)

### Beste Fernsehserie – Komödie/Musical
All in the Family
- Happy Days
- Barney Miller
- Laverne & Shirley
- The Carol Burnett Show

### Bester Darsteller in einer Fernsehserie – Komödie/Musical
Ron Howard – Happy Days

Henry Winkler – Happy Days
- Alan Alda – M*A*S*H
- Carroll O’Connor – All in the Family
- Hal Linden – Barney Miller

### Beste Darstellerin in einer Fernsehserie – Komödie/Musical
Carol Burnett – The Carol Burnett Show
- Bea Arthur – Maude
- Penny Marshall – Laverne & Shirley
- Isabell Sanford – Die Jeffersons (The Jeffersons)
- Jean Stapleton – All in the Family
- Cindy Williams – Laverne & Shirley

### Bester Fernsehfilm
...die keine Gnade kennen (Raid on Entebbe)
- Just a Little Inconvenience
- Mary Jane Harper Cried Last Night
- Something for Joey
- Unerfüllte Träume (Mary White)